# Uskrzydlona helisa-pętla-helisa
Uskrzydlona helisa-pętla-helisa (ang. winged helix-turn-helix) – rozbudowana wersja struktury HTH (ang. helix-turn-helix, czyli helisa-skręt-helisa). Po jednej stronie domeny HTH zawiera trzecią helisę α, a po drugiej β-harmonijkę. Przykładem białka posiadającego tę domenę jest GABP występujące u wyższych Eucaryota i pełniące funkcje regulatorowe.